# Устинов, Александр Андреевич
Алекса́ндр Андре́евич Усти́нов (10 декабря 1882, Смоленск, Смоленская губерния, Российская империя — 8 декабря 1937) — советский банкир, москововед, экономист и экскурсовод.

## Биография
Родился 10 декабря 1882 года в Смоленске в семье служащих. Получил неполное высшее образование. Во времена становления РСФСР работал в банковской сфере. Увлекался русской историей, обследовал и фотографировал усадьбы и проводил экскурсии.
Незадолго до ареста занимал должность старшего консультанта планово-экономического управления Госбанка. 27 сентября 1933 года был арестован по сфабрикованному ОГПУ делу о Русской национальной партии.
29 марта 1934 года был приговорён по статье 58-8 (терроризм) к расстрелу, однако наказание было заменено десятью годами ссылки в Соловецком лагере.
В период пребывания в лагере против него было сфабриковано ещё одно дело, в результате чего 25 февраля 1937 года он был приговорён к расстрелу. 8 декабря 1937 года (в один день с Павлом Флоренским) приговор был приведён в исполнение. Реабилитирован в 1964 году. Жил и работал в Москве по адресу Сретенский тупик, 8-6.